# Colírio Moura Brasil

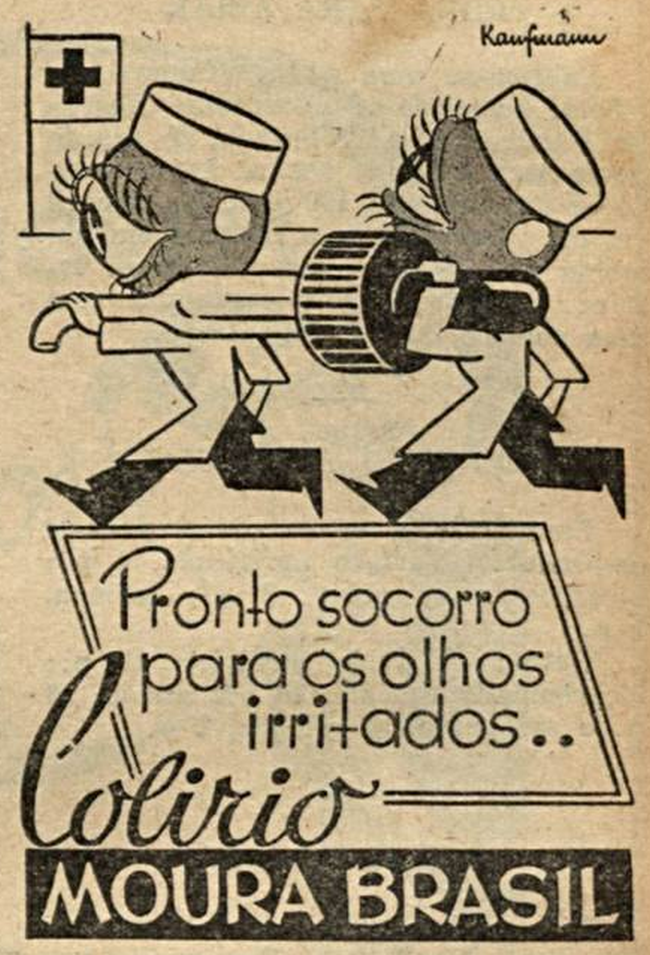
Anúncio do início dos anos 1940

Colírio Moura Brasil é a marca pela qual é conhecido um colírio cuja fórmula foi desenvolvida no começo do século XX pelo  oftalmologista brasileiro José Cardoso de Moura Brasil.
Medicamento considerado de "uso livre", nos seus cem anos de existência o produto foi responsável por vários patrocínios culturais e larga veiculação mercadológica, suscitando debates sobre a ética na propaganda e, até, contribuiu para elaboração no país de normas disciplinadoras do setor.
Com a crescente urbanização do Brasil desde o começo do século XX, o colírio encontrou um mercado favorável no intuito de limpar os olhos sensíveis ou que tenham ficado irritados em razão do aumento da poluição atmosférica.

## Histórico e fórmula
Moura Brasil desenvolveu a fórmula que, antes de ser transferida a um grande laboratório, fez fortuna para si e sua família. O produto foi lançado em 1913 e iniciou a fazer propagandas em 1934, sendo pioneira neste particular em ações culturais.
Segundo seu neto Oswaldo Moura Brasil, também oftalmologista, "colírios com vasoconstritores em sua fórmula fazem com que os olhos fiquem branquinhos e brilhantes quase que imediatamente”; a composição do produto é uma combinação de cloridrato de nafazolina, sulfato de zinco, ácido bórico e borato de sódio.

## Histórico de propaganda
Na década de 1940, o colírio tinha suas propagandas dirigidas ao grande público nas emissoras de rádio, então o maior meio de divulgação de comerciais da época, veiculando seu slogan "2 gotas, 2 minutos, 2 olhos limpos";  foi uma época em que, segundo Ricardo Ramos, os slogans tiveram o seu período mais criativo - sendo este do colírio exemplar: passam a mensagem de forma "leve", "como se nada estivesse acontecendo". Este slogan vinha cantado, em forma de jingle, na Rádio Nacional, e o produto era o patrocinador do programa naquela emissora capitaneado por Almirante chamado "Curiosidades Musicais", um dos principais da época; o jingle era cantado em formato de marchinha de carnaval que, segundo o estudo de Ronaldo Conde Aguiar, era "objetivamente singela e bonita" de tal forma que permanecia na memória daqueles que a ouviram. Tinha, na época, como seu principal concorrente e rival o colírio Lavolho, que também usava das mesmas estratégias de marketing. Um de seus jingles foi cantado por Celly Campelo, contratada junto com seu irmão Tony para ilustrar tais peças publicitárias.
Entre 1951 e 1952 a marca celebrou um contrato de puro teor promocional com o cantor Luiz Gonzaga, então o maior nome de cultura de massa no Brasil, custeando-lhe a excursão por todo o país, fato este registrado por Gilberto Gil.
O uso do rádio para a divulgação de medicamentos, especialmente por marcas como Sonrisal e o Moura Brasil, levou a uma reação governamental já na ditadura de Getúlio Vargas, que veio a publicar um decreto em 1942 procurando, pela primeira vez, disciplinar tal prática; a partir de então houve um crescendo de debates sobre a ética e ampliação das restrições das propagandas de remédios.
A pesquisadora Maria Rita Resende Martins da Costa, analisando peças publicitárias de medicamentos de venda livre, e este colírio entre eles, concluiu que "com seus argumentos altamente persuasivos a fim de seduzir o consumidor, não evidencia uma preocupação responsável com o consumidor e trata os medicamentos como quaisquer outros produtos, restringindo-se ao cumprimento das determinações legais em seus aspectos mínimos".

## Uso esportivo proibido
Por conter substâncias identificadas na medicina esportiva como doping, o Colírio Moura Brasil foi listado em 2006 entre os fármacos cujo uso deve ser evitado por atletas.

## Impacto cultural
O colírio Moura Brasil tinha seu uso associado ao consumo de maconha, substância que entre seus efeitos provoca a vermelhidão dos olhos; o colírio disfarçaria esta condição.